# PGO (motocicli)
La PGO è un'azienda di scooter e quad fondata a Taiwan nel 1964. È di proprietà della Motive Power Industry.
Ebbe una collaborazione con la casa motociclistica italiana Piaggio dal 1972 al 1982; per questo motivo, venne scelto l'anagramma PGO.
Negli Stati Uniti è importata da Genuine Scooters e i modelli più venduti sono Buddy e Quad. Gli scooter più venduti, anche in Italia, sono: il Bubu, il BigMax ed anche il G-Max.